# Edward Sitek

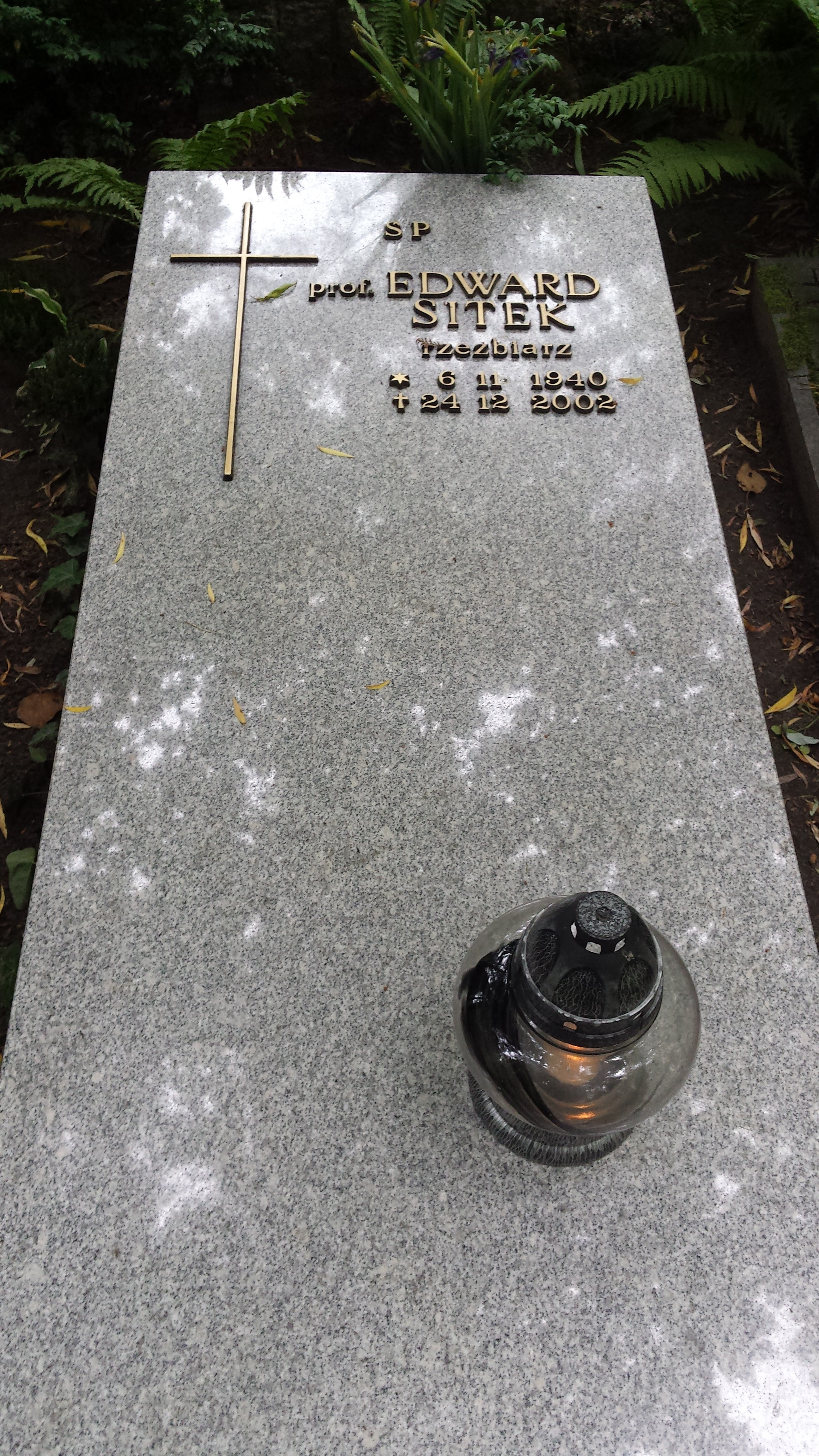
Grób profesora Edwarda Sitka na Cmentarzu Srebrzysko w Gdańsku

Edward Sitek (ur. 6 listopada 1940 w Popielowie, zm. 24 grudnia 2002 w Gdańsku) – polski rzeźbiarz, pedagog.

## Życiorys
Urodził się w Popielowie (obecnie dzielnicy Rybnika). W 1960 r. ukończył Państwowe Liceum Technik Plastycznych w Zakopanem oraz studia w Państwowej Wyższej Szkole Sztuk Plastycznych  w Gdańsku (obecnie: Akademia Sztuk Pięknych w Gdańsku). Dyplom uzyskał w pracowni prof. Alfreda Wiśniewskiego w 1965 r. Należał do PZPR. Od 1990 roku profesor (PWSSP) Akademii Sztuk Pięknych w Gdańsku, w której prowadził  Pracownię Rzeźby i kierował Katedrą Rzeźby i Rysunku. W latach 1987–1990 był prorektorem uczelni, a od roku 1996 do 1999 dziekanem Wydziału Rzeźby. Na uczelni pracował w latach 1966–2002. Do uczniów Edwarda Sitka należą m.in. Katarzyna Józefowicz, Małgorzata Kręcka-Rozenkranz,  Ryszard Litwiniuk, Grażyna Tomaszewska-Sobko, Małgorzata Rosińska, Paweł Rybczyński, Wojciech Sęczawa, Zbigniew Wąsiel. Został pochowany na cmentarzu Srebrzysko w Gdańsku (rejon IX, kwatera profesorów, rząd 5a). 
Ojciec Dariusza Sitka (ur. 1966), rzeźbiarza i pedagoga ASP w Gdańsku.

## Wystawy
Ważniejsze wystawy indywidualne:
- 1971/1973/1977: Grupa Pięciu, Gdańsk, Warszawa, Sopot
- 1977: Wystawa Rzeźby, BWA, Lublin
- 1980: Wystawa Rzeźby, Sopot
- 1985: Widzenie Człowieka, BWA, Gdańsk
- 1989: Małe Formy Rzeźbiarskie, Galeria "Feszek", Budapeszt, Węgry
- 1993: Wystawa Rzeźby, Galeria "Mada", Karslruhe, Niemcy
- 1994: Obrazy Rzeźbiarskie, Galeria "Fos", Gdańsk
- 1997: Wystawa Rzeźby, Galeria "Kierat", Szczecin
- 2000: Wystawa Rzeźby, Galeria "Refektarz", Kartuzy
- 2003: Pośmiertna Wystawa Rzeźby Edwarda Sitka, Centrum Rzeźby Polskiej w Orońsku, Galeria "Kaplica"
- 2016: Rzeźba do potęgi 3: Sławoj Ostrowski, Stanisław Radwański, Edward Sitek, Państwowa Galeria Sztuki, Sopot[4]

## Nagrody
Ważniejsze nagrody:
- 1971: I nagroda w konkursie na pomnik Józefa Wybickiego, Kościerzyna
- 1971: II nagroda w konkursie na pomnik Josepha Conrada, Gdynia
- 1977: Medal za zestaw prac, II Biennale Sztuki Gdańskiej, Gdańsk
- 1978: Złoty medal, II Biennale Małych Form Rzeźbiarskich, Poznań
- 1985/1986: Srebrne medale, Zimowy Salon Rzeźby, Galeria ZAR, Warszawa
- 1986: Złoty medal, I Międzynarodowe Triennale Rzeźby Portretowej, Sopot
- 1987: Grand Prix, VII Międzynarodowe Biennale Małych Form Rzeźbiarskich, Budapeszt, Węgry
- 1997: Grand Prix, Wiosenny Salon Rzeźby, Galeria ZAR, Warszawa
- 1998: Grand Prix, Europejskie Spotkania Małej Formy Rzeźbiarskiej, Kopenhaga
- 2000: Nagroda - realizacja w konkursie na pomnik Jana Pawła II, Biała Podlaska

Teksty
- Edward Sitek: Wojciech Sęczawa, Dariusz Sitek, Zbigniew Wąsiel. Forma i Czas. Rzeźba, katalog wystawy w Małej Galerii, (Gdańsk) sierpień-wrzesień 1999 ISBN 83-912204-0-0

## Upamiętnienie
Na początku 2003 w Galerii Alternatywa w Gdańsku została zorganizowana wystawa studentów i przyjaciół profesora pt: "Czakram, Pamięci prof. Edwarda Sitka".